# 屠龍刀
屠龍刀是金庸武俠小說《倚天屠龍記》中的一把百餘斤重的宝刀，是小說中最重要的兵器以及核心部分，相傳得此刀可號令天下，因稱「武林至尊」而被武林中人視為寶物，引來各種爭奪，全書一直圍繞屠龍刀的爭奪。

## 《倚天屠龍記》
《倚天屠龍記》中有一傳說：「武林至尊，寶刀屠龍，號令天下，莫敢不從！倚天不出，誰與爭鋒？」「屠龍」指屠龍刀，「倚天」則指一柄倚天劍。《倚天屠龍記》第27回〈百尺高塔任回翔〉裏（新修版則改為第38回《百君子可欺之以方》裏描述，並以插敘的形式來提及），峨嵋派掌門滅絕師太在萬安寺自盡前曾向弟子周芷若提及倚天劍及屠龍刀的由來。倚天劍及屠龍刀是南宋末年抗蒙大俠郭靖、丐幫先代幫主黃蓉兩夫婦在襄陽城破前決定以死報國，為防止絕學失傳，又恐防絕學落入奸人手上，兩夫婦於是將義姪神鵰大俠楊過、小龍女夫婦送給女兒郭襄的玄鐵重劍加上西方精金熔鑄而成。刀劍完成後郭靖夫婦把抗金名將岳飛所著絕世頂級兵書《武穆遺書》藏在屠龍刀內夾層中的刀片，同時兩夫婦也把南宋年間最絕頂的武功秘籍《九陰真經》、當世武林絕學丐幫的《降龍十八掌精義》等武功典籍藏於倚天劍。然後把屠龍刀交給幼子（郭襄弟弟）郭破虜，而倚天劍則交給女兒（峨嵋派祖師）郭襄，寄望後人在適當時機把刀劍互砍，取出刀劍內的兵書、秘芨，以此驅逐元室，恢復漢人江山。郭靖夫婦寄望得屠龍刀的人以刀內的兵書手仞韃子皇帝，同時又擔心那耶得屠龍刀的人在得天下後不務正業、作威作福，因此倚天劍還有一個作用，就是以劍內的秘芨教訓那得天下的人。
第三版以玄鐵重劍熔鑄成的只有屠龍刀，倚天劍改為以楊過、小龍女夫婦佩劍君子劍、淑女劍合鑄而成；同時三版亦修正成刀劍內藏有指示前往桃花島取書的玄鐵片，因旧版及第二版小說提到刀曾被猛火所燒亦無恙，但若如其內有紙不可能不燒毀，為犯駁之處，因此新修版改為刀劍之內分別藏著刻有桃花島地形和所處方位的玄鐵片，並補述屠龍刀因周身玄鐵難以損毀，遂特意留下一點軟鐵以便和倚天劍的劍身磨鋸取出地圖。
屠龍刀原屬郭靖、黃蓉之子郭破虜所有，但襄陽城破之日，郭破虜與父母同時殉難，屠龍刀遂流入江湖，而倚天劍則仍在郭襄手上，後來郭襄開創峨嵋派，並積極發動峨嵋派人力物力尋找屠龍刀，但不果。峨嵋掌門臨死前會把刀劍秘密向下任掌門言明，以確保此秘代代相傳，刀劍秘密只有掌門才有資格知道，因此亦是江湖上唯一（可能還有少數人）得知刀劍奧秘的人和「武林至尊，寶刀屠龍，號令天下，莫敢不從！倚天不出，誰與爭鋒？」這句的真正意思。每任峨嵋掌門也會積極率領門下弟子尋找屠龍刀，但亦苦無下文。至小說開始時，屠龍刀落在長白三禽手中，但武當派俞岱巖遭殷野王所騙而落入天鷹教手中。之後在王盤山上，明教「金毛獅王」謝遜大敗海沙幫、神拳門、巨鯨幫的掌門人而奪得屠龍刀。
峨眉派掌門第三代掌門滅絕師太全心要奪回屠龍刀，且比任何人士更渴望和更積極搶奪寶刀，打算以祖師父母大俠郭靖和丐幫先代幫主女俠黃蓉兩夫婦所留下並分別藏在屠龍刀和倚天劍的兵書和武功典籍統領羣雄，成為中原武林中的第一門派，完成自己的心願，同時以此光復中原河山，完成郭靖夫婦和祖師郭襄的遺志。她認為倚天劍是郭靖夫婦傅給本派祖師的遺物，屠龍刀也是郭家之物，原擁有者郭破虜殉難後應歸郭襄，而她身為郭襄和郭家的傳人應理所當然擁有，並視兩者都是本派寶物，因此千方百計也要將兩者得到手上。滅絕師太臨死前要求徒弟周芷若以美色相誘張無忌以奪取屠龍刀和倚天劍，再把刀劍互砍取得刀劍內的秘籍，達成自己和郭靖夫婦及祖師郭襄的遺志，美其名曰「成大事者，不拘小節。後來周芷若在靈蛇島略施奸計分別從明教「金毛師王」謝遜和蒙古汝陽王之女趙敏手上奪得刀劍，且透過刀劍互砍取得了《武穆遺書》、《九陰真經》、《降龍十八掌精義》，並順勢把刀劍失蹤嫁禍給趙敏，當然這一切在後來也被楊過後人黃衫女子揭發。
周芷若為取藏在刀劍內的秘芨，把以倚天劍及屠龍刀互砍，分別斷成兩截。及後經黃衫女子指點，明教教主張無忌派人取回刀劍殘骸，刀劍最後落得入張無忌手中，明教銳金旗掌旗吳勁草借用聖火令，重新鑄造好屠龍刀，而倚天劍則因吳勁草認為滅絕師太等人殺害明教兄弟眾多而不願接續，因此倚天劍仍是斷劍兩截，但張無忌相信日後終能接上。
最後，周芷若帶在身上的《九陰真經》和《武穆遺書》亦被蒙古郡主趙敏偷去，最終九陰真經和武穆遺書都落入張無忌手中張無忌把刀中的《武穆遺書》交給徐達、朱元璋等人，以此書成功帶領群豪和百姓驅遂元室，建立明朝，這時距離襄陽城破已接近百年，而在此時郭靖夫婦的遺志終於完成，並代表郭靖、黃蓉的光復大計成功實行。
小說最後張無忌亦知，「所謂『武林至尊』，不在寶刀本身，而在刀中所藏的遺書（《武穆遺書》），以此兵法臨敵，定能戰必勝，攻必克，最終自是『號令天下，莫敢不從』。但若有人一旦手掌大權，竟然作威作福，以暴易暴，世間百姓受其荼毒，那麼終有一位英雄手執倚天長劍，來取暴君首級，統領百萬雄兵之人縱然權傾天下，也未必便能當倚天劍之一擊。」